# Pachydema succidua
Pachydema succidua är en skalbaggsart som beskrevs av Joseph Henri Adelson Normand 1951.
Pachydema succidua ingår i släktet Pachydema och familjen Melolonthidae. Inga underarter finns listade i Catalogue of Life.